# Готолия
Готолия (на иврит: עֲתַלְיָה) е царица на Юдейското царство.
Тя е съпруга на юдейския цар Иорам. След смъртта на Иорам и на сина си Охозия, Готолия „стана и погуби целия царски род на Иудиния дом“ и започва да управлява самостоятелно.[2Пар. 22:9-12] Периодът на управлението ѝ е около 840 година пр.н.е.